# Дэвис, Вирджиния
Вирджиния Маргарет Дэвис (англ. Virginia Margaret Davis, в замужестве Макги; 31 декабря 1918, Канзас-Сити, Миссури — 15 августа 2009, Корона, Калифорния) — американская актриса, игравшая в фильмах в детском возрасте.

## Биография
Вирджиния родилась Канзас-Сити, штат Миссури, в семье продавца мебели. Её отец часто отсутствовал дома, так как уезжал по работе.

### Начало карьеры
Дэвис начал работать в компании Уолта Диснея Laugh-O-Gram Studio в 1923 году. Её выбрали в качестве ведущей актрисы в фильме «Страна чудес Алисы», в котором съёмки актёров сочетались с анимацией. После закрытия Laugh-O-Gram Дисней переехал в Лос-Анджелес, где заключил контракт с Winkler Pictures на создание сериала, основанного на фильме и ставшего известным Alice Comedies, или Alice in Cartoonland. Дисней убедил семью Дэвис привезти девочку из Миссури в Лос-Анджелес для съёмок в сериале. Её поселили в La Brea Apartments в Голливуде, штат Калифорния.
Вспоминая работу над фильмами об Алисе, Дэвис сказала: «Это было прекрасное время — полное веселья, приключений и игр в «приворяшки». Я обожала и боготворила Уолта, как любой ребёнок. Он выразительно и ярко объяснял мне роль. Одним из моих любимых фильмов был Alice's Wild West Show. Несмотря на милое лицо с кудряшками, в действительности я была сорванцом, и эта картина позволила мне действовать грубо. Я получила большое удовольствие».

### The Greater Glory
В 1925 году Дэвис сыграла роль Рези в фильме The Greater Glory, снятом First National Pictures. Режиссёр фильма Курт Рехфельд отмечал: «...[Дэвис] обладает техникой зрелой актрисы, необычной способностью следовать указаниям и характером ангела. Ни разу во время съёмок мне не пришлось объяснять какую-либо сцену дважды, и, при всём зрелом понимании, в ней сохранялось детское очарование, составляя редкую и ценную комбинацию».
Во время съёмок фильма Дэвис подписал контракт с Гарри Кэри, и в том же году актёры работали вместе в фильме The Man From Red Gulch (1925).

### «Синяя птица»
В декабре 1929 года Дэвис получила роль в спектакле «Синяя птица», поставленном театром Pasadena Playhouse. Помимо Дэвис в спектакле участввало 150 детей, и среди них Джанет Хорнинг, которой было всего два года.

### Другие работы
Дэвис участвовала в прослушивании на озвучивание первого полнометражного мультфильма Диснея «Белоснежка и семь гномов» (1937), а также пробовалась на роль в «Пиноккио» (1940).

### Завершение карьеры
В течение следующих 20 лет Дэвис работала в голливудских студиях, исполняя детские роли, а позже — в качестве актрисы второго плана. Она пела, танцевала и снималась в таких фильмах, как «Трое в паре» (1932), «Полет в Рио» (1933), « Молодая и красивая» (1934), «Каникулы» (1936), «Оживлённая леди» (1938), «Уик-энд в Гаване» (1941), «Песнь островов» (1942) и «Девушки Харви» (1946). Несколько раз она использовала псевдоним Мэри Дейли (англ. Mary Daily). под которым появилась, например, в фильме Hands Across the Rockies с Биллом Эллиоттом. Она также некоторое время работала в Ink-and-Paint Departmetnt студии Диснея.

## Личная жизнь
В 1943 году Дэвис вышла замуж за военно-морского лётчика Роберта Макги. У пары родилось две дочери. В течение 59-летнего брака они жили в нескольких штатах: Нью-Джерси, Коннектикуте, Южной Калифорнии и Айдахо. В течение 25 лет Вирджиния работала агентом по недвижимости, в основном в районах Ирвайна (Калифорния) и Бойсе (Айдахо).

## Смерть
После продолжительной болезни Вирджиния Дэвис-Макги умерла от естественных причин в своём доме в Короне (Калифорния) 15 августа 2009 года в возрасте 90 лет.

## Награды
В 1988 году Вирджиния получила награду Disney Legends за анимацию.